# Cucina dell'Impero ottomano
La cucina dell'Impero ottomano si considera il precursore dell'attuale cucina turca e si ritiene abbia influenzato le cucine di molti dei territori che fecero parte dell'Impero, essendo i suoi tratti chiaramente distinguibili in molte delle cucine mediorientali e nell'odierna dieta mediterranea. Ha avuto il suo massimo splendore nel periodo di maggior forza ed espansione dell'Impero (1453-1650), quando questo si estendeva fino all'Europa ed all'Egitto. 

## Caratteristiche
Si caratterizzava per la presenza di numerosi ingredienti e l'elaboratezza dei piatti. Dal punto di vista nutrizionale, si presentava come particolarmente equilibrata.